# La Malbaie
La Malbaie è una città del Canada, capitale della MRC (municipalità regionale di contea) di Charlevoix-Est nella provincia del Québec, precedentemente nota col nome inglese di Murray Bay. È situata sulla riva del fiume San Lorenzo ed era in precedenza chiamata Murray Bay. Conta circa 9 000 abitanti.
La Malbaie è situata nella Zona Sismica di Charlevoix, la più attiva del Canada orientale. La Malbaie è quindi nota per avere un rischio sismico molto elevato, anche se nessun terremoto significativo si è verificato nell'area recentemente.
Nel maggio 2017 la città viene annunciata come sede del G7 del 2018 dal Primo Ministro canadese Justin Trudeau.